# سياوخش (عسكري)
سياوخش (يُكتب أيضًا سياواش) كان أرستقراطيًا إيرانيًا من بني مهران الذي ينحدر من بهرام جوبين، الأصبهبذ الساساني الشهير.

## سيرته

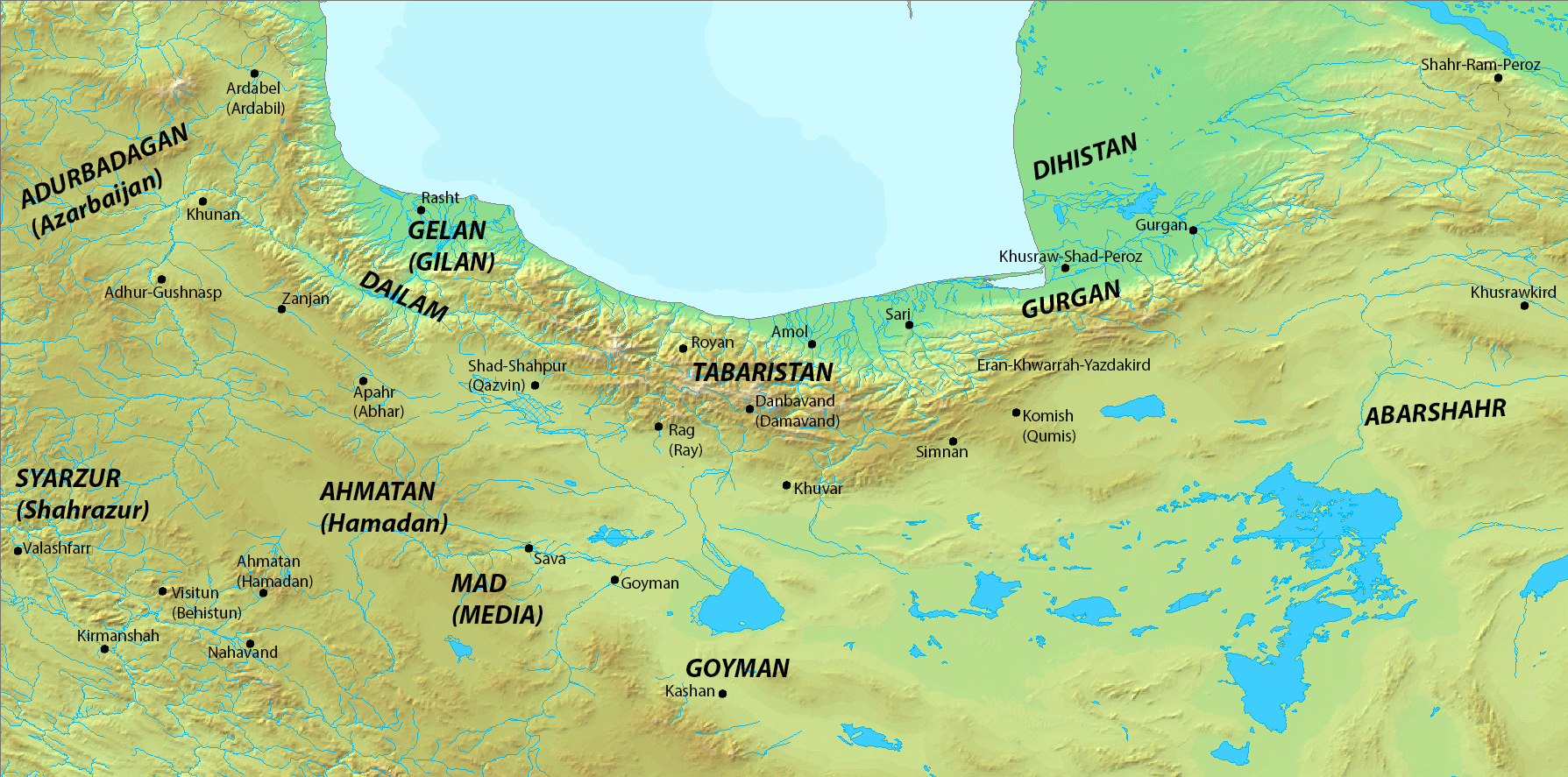
خريطة شمال إيران خلال الحُكم الساساني.

سياوخش هو ابن مهران بهرام جوبين، الذي هو نجل بهرام جوبين. تم ذكر سياوخش لأول مرة خلال السنوات الأولى من سقوط الإمبراطورية الساسانية، حيث يُقال إنه حَكم الري كملك تابع ساساني. عندما اعتلت آزرمي دخت العرش الساساني كإمبراطورة حاكمة عام 630، طلب منها الأصبهبذ (قائد الجيش) القوي فرخ هرمز الزواج منه. لم تجرؤ آزرمي دخت على الرفض، فطلبت مُساعدة سياوخش، الذي قتل فرخ هرمز.
في عام 632، انتهت هذه الحرب الأهلية ووافق الوزورجان على جعل يزدجرد الثالث إمبراطورًا. ومع ذلك، في نفس الوقت، قام المسلمون بغزو الإمبراطورية الساسانية. على الرغم من أنه لا يزال هناك العديد من العرب الوثنيين والمسيحيين الذين عارضوا العرب المسلمين.
بحلول عام 651، تم غزو معظم الإمبراطورية الساسانية من قبل العرب، وكانت الري واحدة من آخر المدن الساسانية الكبرى المتبقية. سار القائد المسلم النعمان بن مقرن نحو الري، وأرسل إليهم رسالة: "إن جيش العرب قد انطلق نحو الري، وانتشر العرب في كل مكان، ولا يستطيع أحد أن يقف في وجههم، ويزدجرد الثالث بعيد منا." ثم طلب سياوخش المساعدة من أهل دماوند وطبرستان وقميس وجرجان. وافق مردانشاه الدماوندي وغيره من الحكام الصغار على المساعدة وأرسلوا تعزيزات إلى سياوخش.  لسوء حظ سياوخش، عقَد فرخزاد ابن فرخ هرمز، الذي تمرد ضد يزدجرد الثالث وكان يعرف ضواحي الري جيدًا، معاهدة سلام مع النعمان في قزوين ووافق على مساعدته ضد سياوخش.
دارت معركة الري التي تلت ذلك كمعركة ليلية عند سفح الجبل خارج الري. قاد فرخزاد بعضًا من فرسان النعمان عبر طريق غير معروف إلى المدينة حيث هاجموا مؤخرة جيش المهرانيين، مما تسبب في إراقة دماء كبيرة. هُزم جيش سياوخش في النهاية وقُتل هو نفسه. بعد أن انتهت المعركة، أمر النعمان بتدمير حي الري الأرستقراطي. ومع ذلك، أُعيد بناء المدينة لاحقًا على يد فرخزاد، الذي أصبح حاكمًا للري.